# Radio Tel Aviv (1932)

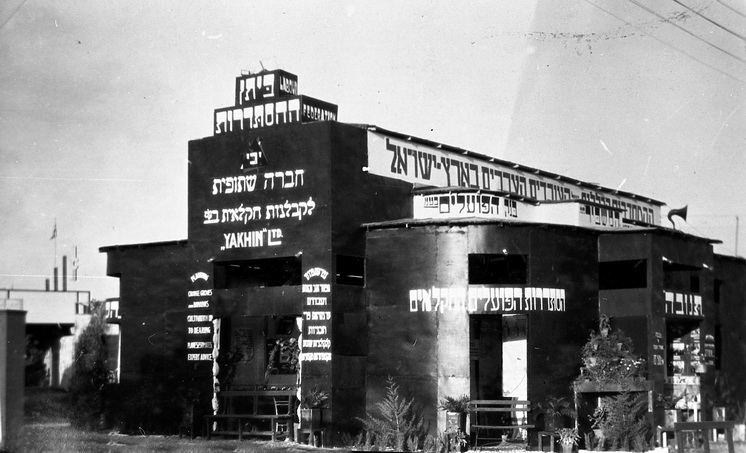
Levante-Messe Tel Aviv 1932

Radio Tel Aviv war der erste Rundfunksender auf dem Gebiet des britischen Mandats für Palästina. Er wurde von Mendel Abramovitch mit einer Sondergenehmigung der Mandatsverwaltung betrieben. Sendestart war der 7. April 1932 auf der Levante-Messe in Tel Aviv. Zu der Zeit waren lediglich 675 Radioempfänger registriert. Zum Sendestart wurden Reden von Mendel Abramovitch und dem damaligen Bürgermeister von Tel Aviv Meir Dizengoff gesendet. Letzterer hoffte auf ein Wachstum des Senders, um jüdisches Publikum auf der ganzen Welt zu erreichen. Radio Tel Aviv sendete bis April 1935. Die Genehmigung eines Weiterbetriebs wurde durch die britische Mandatsverwaltung verweigert. Diese wollte einen Sender unter eigener Kontrolle installieren, den späteren Palestine Broadcasting Service.
Seit 1996 sendet eine kommerzielle Hörfunkstation unter dem Namen Radio Tel Aviv auf der Frequenz 102,0 MHz für die Stadt. Beide haben bis auf den Namen nichts miteinander zu tun.